# Priorato de Corpus Christi
El priorato del Corpus Christi o bien basílica del Corpus Christi (en inglés: Corpus Christi Priory) es un edificio religioso que funcionó como un priorato católico  de la orden Premonstratense en Mánchester, Inglaterra, Reino Unido.

## La iglesia
Los canónigos regulares norbertinos llegaron por primera vez a la ciudad de Mánchester en 1889 desde la abadía belga de Tongerlo y en el área de Miles Platting en Mánchester construyeron la basílica de Corpus Christi. La primera piedra de la iglesia, diseñada por William Telford Gunson, se colocó el 14 de julio de 1906, por el obispo Louis Charles Casartelli y se abrió al año siguiente, el 5 de noviembre de 1907. La basílica fue designada más tarde, un edificio listado grado II.
Corpus Christi se convirtió en una canonjía independiente de la orden premonstratense en 2004. Los canónigos norbertinos continuaron sirviendo en Corpus Christi hasta 2007, cuando los crecientes costos de reparación y mantenimiento del edificio forzaron a su cierre. La Misa final se celebró el 27 de abril de 2007. La comunidad se trasladó inicialmente a San Chad, Cheetham Hill y luego a Chelmsford, Essex en 2008.